# P-2J (航空機)
川崎/ロッキード P-2J「おおわし」
川崎 P-2J 4761号機
- 用途：対潜哨戒機
- 設計者：

  - ロッキード (原型)
  - 川崎重工業 (改設計)
  - 技術研究本部 (搭載システム)
- 製造者：川崎重工業
- 運用者： 日本（海上自衛隊）
- 初飛行：1966年（昭和41年）7月21日（P2V-7改）[1]
- 生産数：83機（1機はP2V-7からの改造）
- 運用開始：1971年（昭和46年）2月
- 退役：1994年（平成6年）5月26日
- 原型機：P2V-7

P-2J（ピーにジェイ）は、海上自衛隊（海自）が運用していた対潜哨戒機。ロッキード社のP2V-7をもとに機体を拡張、エンジンを換装して、搭載システムをP-3Aと同水準まで更新したものである。
海上自衛隊では、「潜水艦がその性能を在来型から原子力型へと移行する大きな変革の時代に、主要な対潜兵器の一翼を担って不滅の足跡を刻んだ、栄光の対潜哨戒機であった」と評されている。

## 来歴
海上自衛隊は、1956年（昭和31年）に米海軍からのMAP供与によってP2V-7の取得を開始した。同機はその後川崎重工業で48機がライセンス生産され、第1次防衛力整備計画の時点でS2F-1とともに固定翼対潜部隊の主力を構成していた。しかし同機は海上自衛隊として初の本格的対潜哨戒機として高く評価されたものの、水中高速潜水艦の普及や原子力潜水艦の登場など、潜水艦の性能が急激に向上していた当時にあっては、既に搭載装備機器の水中捜索能力不足が懸念されていた。また機体の飛行性能はなお有用性を保持していたものの、数次にわたる改良の結果、既にこれ以上の装備強化は困難となっていた。さらに、装備の追加が出来ない上に立って歩行ができないほど機体が狭いなど、居住性の改善が求められていた。P2V-7導入後間もない1960年（昭和35年）10月には、さっそく次期対潜機についての調査団が派米されたが、この時点ではP3V-1（後のP-3A）はまだアメリカ海軍による審査中で、またこれを日本が導入する場合の費用負担も相当の額になると予想されたことから、P2V-7の第二次生産の決定とともに、吊下式ソナー搭載の飛行艇の活用を図るという結論となっていた。しかしP2V-7の主エンジンであるライト R-3350の生産終了が近づいたこともあって、1961年（昭和36年）頃から、次期陸上対潜機（PX-L）に関する予備的な検討が着手された。これを受けて、P2V-7の国内生産の主契約者であった川崎重工業では、1961年10月にPXL研究室を設け、検討に着手していた。
そして1962年（昭和37年）、アメリカからの資料提供を受けてP2V-7とS2F-1の耐用命数を検討した結果、P2V-7は1975年（昭和50年）度までに、またS2F-1は1970年（昭和45年）度までに全機が耐用命数に達することが判明し、後継機の検討が焦眉の急となった。これは第2次防衛力整備計画の策定当時には考慮されておらず、計画期間中に突如として発足した大型プロジェクトであり、1962年後半、海自は三菱重工業（三菱）と新明和工業（新明和）、川崎重工業（川崎）の3社に対して次期陸上対潜機（PX-L）に関する計画の提出を命じた。これに対し、三菱はS2Fを一回り大型にした双発高翼型、新明和は設計中の対潜飛行艇を陸上機に改造する案を提出した。そして川崎は、PXL研究室で作成された7つのP2V-7改造案の一つ（PXL-7）を「P2V改」として提出した。
海自では、このうちのP2V-7改造型に米国のP-3A、NATOのアトランティック、日本のYS-11改造型を加えた4機種と検討の俎上に載せた。検討の結果、P-3Aとアトランティックは高性能機ではあるが、P2V-7改造型に比して経済性に難点があると判断された。一方、YS-11改造型は飛行性能が不十分であり、改造のための設計変更には新機種開発と同程度の工数を必要とする難点があった。これに対し、P2V-7改造型であれば、エンジンのターボプロップ化や胴体の延長など一定の改設計によって水中捜索能力及び戦術情報処理能力の向上を図ることができるうえに、基本設計はP2V-7を踏襲することで造修設備の多くを流用でき、製造・維持コストの低減も期待できた。
当初は、海上幕僚監部の航空機修理費で1～2機のP2V-7を改修して試験する予定だったが、海上幕僚監部と技術研究本部の共同研究によって、開発要素が意外に多いことが判明し、技術研究本部が改造試作を実施することになった。1964年（昭和39年）3月には対潜機搭載装備品調査団が派米されて、アメリカ側より多くの助言を受けて、要求性能が策定された。そして昭和40年度でP2V-7 1機の改造費約6億3,730万円が認められ、オーバーホール中のP2V-7 37号機が改造されることになった。改造された37号機はP2V-7改の名称で1966年（昭和41年）6月に完成、7月21日に初飛行した。

## 設計
上記の通り、本機の設計は川崎重工のPXL-7案をベースに発展させたもので、川崎ではGK210Aと呼称されていた。

### 機体構造

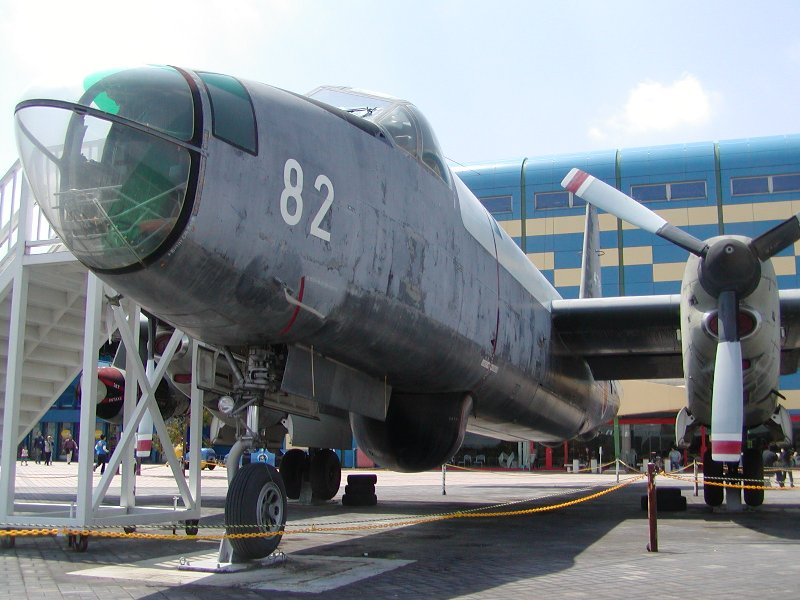
P-2Jの機首

上記の経緯により、基本設計はP2V-7を踏襲しつつ、機体を約1.27メートル延長して、戦術航空士（TACO）の席を追加するとともにフライトデッキの対潜機器搭載能力を増加し、またフライトデッキの通路部分を約30センチ下げて搭乗員が立って歩けるように変更された。また、湿度の高い日本近海において長時間の哨戒飛行中の電子機器の性能を維持し、搭乗員の居住性を改善するため、P2V-7胴体上部の白色塗装が残された。さらに、空調装置が新たに設置されたほか、冷蔵庫も設置された。将来的にエンジンの強化・更新が実現した場合にはキャビンに与圧を施すことも検討されていたが、これは実現しなかった。
一方、操縦系については、かなりの改正が加えられた。方向舵の面積を20％増加するとともに、操舵角度を±21°から±25°に変更し、トリムタブのほかに、操舵力軽減のためにスプリングタブを新設した。また日本人の体格にあわせて、方向舵のフットペダルの軸を手前に移動させることで、最大舵角時の左右足掛けの高さの差を縮小した。P2V-7の場合、通常の重心位置で着陸時の引起しの際に、バリアブルキャンバー（バリカム）を作動範囲一杯アップ側に操作し、さらに操縦桿を引き起こさなければ満足な着陸はできない特異な航空機であったのに対して、P-2Jでは、これらの設計変更によって、重心最前方、バリカム0度、速力110ノットで進入しても、十分に機首を起こし得る正常な航空機となっており、ガスタービンエンジンへの換装によりエンジン出力の操作が簡単になったこともあって、操縦操作はP2V-7に比較して極めて容易となった。
またフラップと一体構造となっていたエンジンナセル後端が分離され、ナセルの排気口付近のフラップ下面にステンレススチール板を張って耐熱性を強化した。このほか、ジェットポッド、レドーム及び電気系統も新設計とされたほか、重量増とエンジン排気管の変更に対応して、主車輪はシングルタイヤから直径の小さいダブルタイヤとなった。

### 動力系統

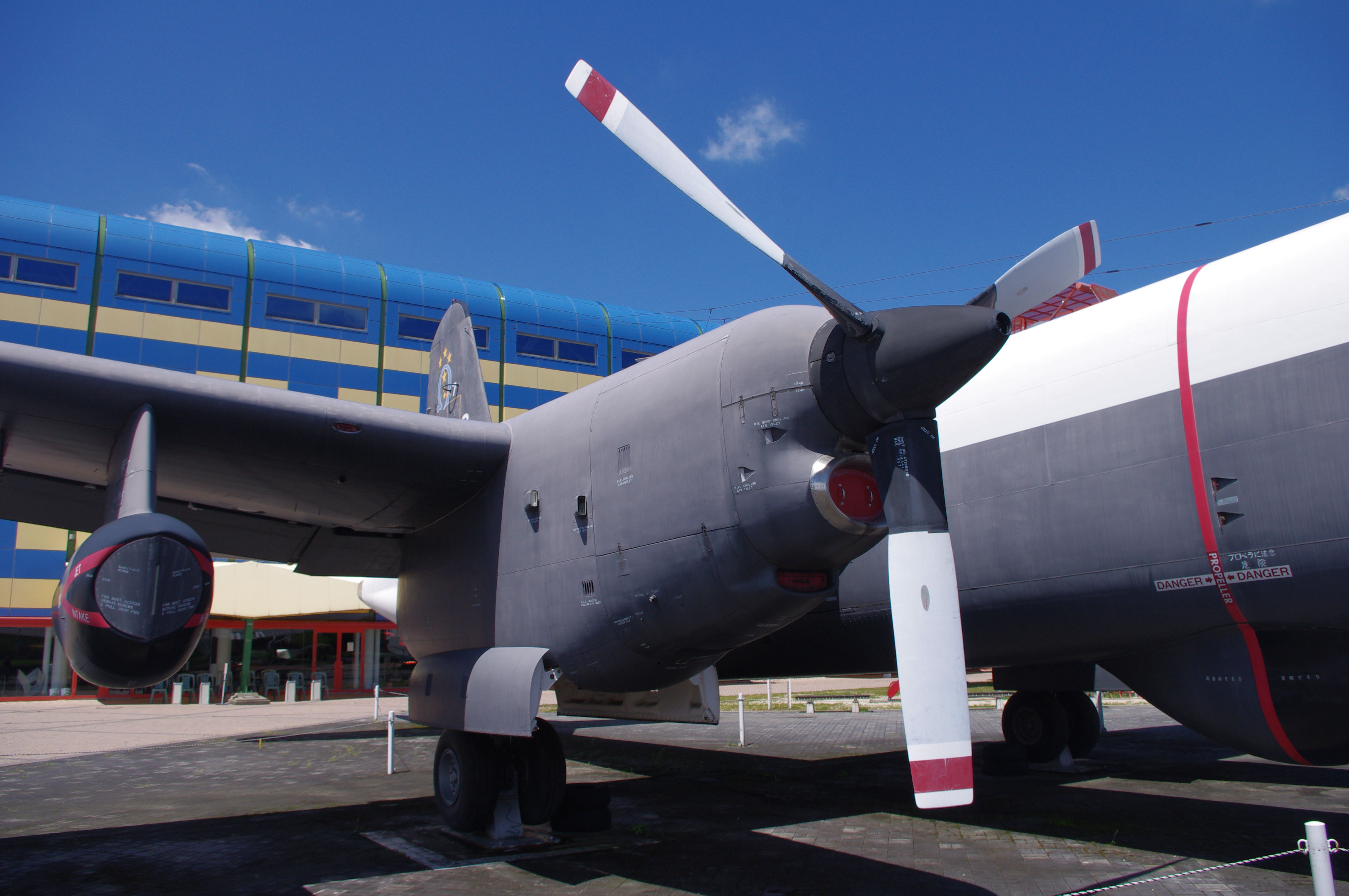
T64-IHI-10E（中央）およびJ3-IHI-7C（左）

P2V-7で主エンジンとして搭載されていたライト R-3350-32Wレシプロエンジンと補助エンジンのJ34-WE-36ターボジェットエンジンは、既にアメリカ本国での生産が終了しており、交換エンジン等部品入手が今後困難になっていくと予想された。また対潜機器の強化のために自重削減が要請されたこともあって、本機の開発にあたってターボプロップエンジンに変更されることになった。
主エンジンとしては、アリソン T56やロールス・ロイス タイン、そしてゼネラル・エレクトリック T64が候補となっていた。T56やタインは4,000～5,000馬力級と馬力は高いものの、その分燃料消費量が多く、航空機の重量増につながることが懸念された。これに対し、T64であれば、出力はやや低いものの、エンジンそのものも軽く、また燃料関係も潤滑油関係も軽くなることから、これだけでP2V-7と比べて1万ポンド（約4.5トン）程度は自重を軽量化できると算出され、T64が採用されることとなった。T64は石川島播磨重工業（IHI、現・IHI）でT64-IHI-10Jの名でライセンス生産された。なおT64については出力3,200 ehpの強化型の開発が進められており、またアリソン・エンジン社もT56に再生サイクルを導入したT78を開発しており、本機への搭載も検討されていたが、これらはいずれも実現しなかった。
プロペラは4枚羽根から3枚羽根に変更されて、直径が約10センチ大きくなった。これはハミルトン・スタンダード社がバッファロー輸送機向けに開発したものであった。
補助エンジンも、J34-WE-36（推力1,540 kgf）からT64と同じIHI製のJ3-IHI-7C（推力1,550 kgf）に換装された。なお設計当初は、主エンジンを始動するためには補助動力装置（APU）を使う予定であったが、T-1B練習機に倣ってJ3エンジンにスタータージェネレーターを装着することで、まずJ3を始動したのちに、これからの抽気によってT64主エンジンを始動できるようになった。

### 装備
機体構造がP2V-7のものを多く踏襲したのに対し、搭載装備品は一新されており、特に水中捜索能力及び戦術情報処理能力の強化に重点を置いて、米海軍のP-3Aを基準に当時の最新レベルを目標とした。1966年にノーフォークに派遣された名倉忠昭1尉はP-3Aの航空対潜戦術を習得して帰国し、これに本機の特性を加味して、対潜戦実施要領が完成された。
特に画期的といえるのが、ジェジベル戦術のための新型装置であるAN/AQA-5ソナー情報記録装置（ジェジベル・レコーダー）であった。海上自衛隊では、既にP2V-7の一部に初期のジェジベル装置を搭載していたものの、性能も搭載機も限られていたために「事始め」の域を出なかったのに対して、本機で搭載されたシステムは、もともとはPS-1対潜飛行艇への搭載用としてアメリカ海軍から提供された最新機器であり、運用は飛躍的に拡大された。これはソノブイからの音響を極めて低い周波数帯で連続して周波数分析し、表示装置に時間経過とともに描かれる分析結果の特性を解析することによって、潜水艦を探知するものであった。
すなわち、本戦術の実施には、水中音響学・統計学的な解析が不可欠であった。P2V-7でジュリー戦術を導入した時点で、既に対潜戦における数理統計的な発想の重要性を意識する萌芽は生まれていたが、本機でジェジベル戦術を本格的に実施するようになると、確率論に立脚した論理展開の風潮が、固定翼対潜部隊に広く定着していった。ただし、後に配備されたA-NEWシステム搭載のP-3Cと比べると自動化・システム化が不徹底で、過渡期的な構成であった。またジェジベル戦術では、広い海域にわたって配備されたソノブイの信号を受信するとともに敵潜水艦からの察知を避けるためにもかなりの高高度を飛ぶことが望ましく、通常の哨戒高度が1,000–1,500フィート (300–460 m)であるのに対してP-3Cでは15,000フィート (4,600 m)程度を飛行していたが、本機では与圧がないため、酸素を吸いながらでも12,000フィート (3,700 m)程度が限度であった。そのような制約があったとはいえ、本機のジェジベル戦術の威力は絶大であり、のちの第4次防衛力整備計画で建造された新鋭潜水艦との対抗演習において、完全に対潜部隊を振り切ったと確信した潜水艦に対して模擬攻撃を成功させて、潜水艦側に「今回の経験は、我が潜水艦部隊にとって、ビスケー湾の教訓以来の一大事である」と言わせるほどであった。
このほか、レーダーはAN/APS-20からXバンドで小型のAN/APS-80に更新されて、性能は大きく向上した。一方、逆探装置としてはHLR-101が搭載されたが、こちらはあまり芳しくなかったとされる。MADはHSQ-101が搭載された。
また4次防のP-2J 4748号機以降の機体は、搭載電子装備品のソリッドステート化が推進され、性能及び信頼性の向上と小型軽量化が図られ、搭載電子機器44品目のうち80％を換装した。更に1981年（昭和56年度）以降、DIFARソノブイの搭載に対応した近代化改修が実施され、ジェジベル付加装置を装備してソノブイ信号の処理に方位測定機能を加えるとともに、自動磁探補償装置を改良した。一方、従来の機体ではジュリー戦術にも対応していたが、これは廃止された。これらの機体は「DIFAR機」と通称され、従来の機体に比べてパッシブ捜索及び位置局限能力が大幅に向上しており、比較的新しい機体20機を対象として定期修理時に改修を実施した。

## 諸元・性能

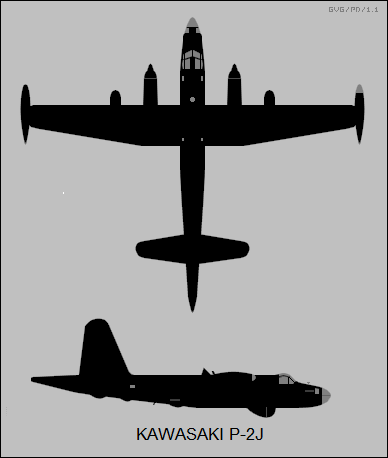
川崎 P-2J 上面及び側面図

出典: 、石川 2003,、水野 2003
諸元
- 乗員: 12名
- 全長: 29.26 m （96 ft）
- 全高: 8.94 m （29.3 ft）
- 翼幅: 30.89 m（101.3 ft）
- 翼面積: 92.9 m （304.8 ft）
- 空虚重量: 20,400 kg
- 最大離陸重量: 34,000 kg
- 動力:
  - J3-IHI-7C ターボジェットエンジン、1,400 kgf   × 2基
  - T64-IHI-10E ターボプロップエンジン、2,850 ehp    × 2基

性能
- 最大速度: 556 km/h （300ノット）
- 巡航速度: 370 km/h （200ノット）
- 失速速度: 161 km/h （87ノット）
- 航続距離: 約3,000 km （約1,600海里）
- 実用上昇限度: 12,802 m （42,000 ft）
- 上昇率: 649 m/min

武装
- Mk44ホーミング魚雷×4、150kg対潜爆弾×16、127mmロケット弾×8

## 運用史
第3次防衛力整備計画においてP-2J 46機を整備する方針が国防会議で決定され、そのうち、1967年（昭和42年）度予算で13機の生産が認められた。量産型初号機4702号機は1969年（昭和44年）9月30日に領収し、第51航空隊に配属され、量産型の飛行性能及び飛行特性の試験、ぎ装品及び装備品の機能試験、対潜能力の試験等を実施し、量産型の性能を確認するとともに運用に必要な資料を収集した。同航空隊では、本機の導入にあたってオペレーションズ・リサーチのマルコフ連鎖モデルを応用した分析を行うとともに、その後、1965年から1985年（昭和60年）にかけて対潜オペレーショナル・データの収集・統計分析を精力的に実施した。その成果は『オペ・データ集』として発刊されて各部隊に配布され、パッシブ対潜戦の黎明期において、貴重なデータ集として活用された。これらの試験の結果を取り入れながら、生産はほぼ順調に進み、1970年1月に2号機（4703号機）を領収した。同年4月より第1航空隊への配備が開始され、1972年（昭和47年）度から始まる第4次防衛力整備計画において36機が調達され、合計82機が生産された。
1年3か月かけてP2V-7からP-2Jへの機種更新を終えた。また1971年（昭和47年）度からは教育航空集団隷下の第203教育航空隊への配備が始まり、1973年（昭和48年）7月からP-2Jによる教育が開始され、1974年（昭和49年）2月16日付で総教空群の隷下に航空士教育を担当する第205教育航空隊が新編。1976年（昭和51年）度をもってP2V-7による実用機（VP）課程の教育は終了した。これと並行して機種更新も進められており、第2航空隊、沖縄航空隊、第203教育航空隊、第205教育航空隊、第3航空隊、第4航空隊の順に機種更新が行われ、1978年（昭和53年）度にP-2Jの生産は終了した。同年度末には保有機数82機、5個航空隊、2個教育航空隊の全盛期を迎えた。
一方、海上幕僚監部では、1968年（昭和43年）ごろから本機の後継機について基礎的な検討を開始しており、3次防でも次期対潜機（PX-L）についての研究開発費が盛り込まれていた。1969年（昭和44年）の時点ではA-NEWシステムの対日リリースが許可されなかったことから、当初は国内開発が志向されたが、後にP-3Cの対日リリースが許可されたこともあって、1977年（昭和52年）にはこちらの採用が決定された。1982年（昭和57年）度からP-3Cの部隊配備が始まり、1984年（昭和59年）度以降は毎年1個航空隊のペースでP-3Cへの機種転換が進められ、1986年（昭和61年）度から逐次耐用命数に達して除籍が始まった。一方、教育航空隊の改編も推進され、1987年（昭和62年）12月1日に実用機（VP）課程の教育を担当する203教空が廃止され、P-2Jの教育は終了した。廃止された第203教育航空隊を母体に1空群隷下に第7航空隊が新編され、この部隊がP-2J最後の運用部隊となった。
1974年11月9日に発生した「第十雄洋丸事件」では、複数のP-2Jが該船に向けて併せて16発の150kg対潜爆弾を使用している。
1994年（平成6年）5月22日、P-2Jの最終号機4783号機がP-3C 2機を随伴し、最後の編隊飛行を行った。総飛行時間は61万7,861時間であったが、この間、1機の機体も、1人の人命も失うことなく全機が使命を全うしており、世界に類のない快挙と評された。
状態の良いエンジンは航空自衛隊のYS-11に搭載するため10Jに改修された。

## 派生型

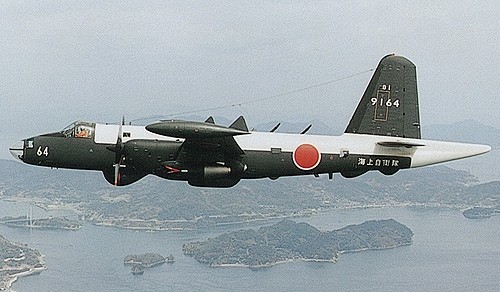
UP-2J 多用途機

### 多用途機
53年度から59年度にかけて4機がUP-2J多用途機に改造された。
艦艇部隊を支援する訓練支援機と電子戦データ収集機に大別され、下記のように、それぞれの機体が用途に応じて異なったシステムを搭載した。
UP-2J 9161号機（旧4717号機）
BQM-34「ファィアビー」高速標的機発進装置とスリーブ型ターゲット曳航装置を搭載し、さらに艦艇搭載用電子戦機器の評価用に対艦ミサイルを模擬したミサイルシーカー・シミュレータ装置も装備した。
UP-2J 9162号機（旧4719号機）
スリーブ型ターゲット曳航装置のほか、訓練用電波妨害装置（ECM）とデータレコーダーを装備し、艦艇のレーダーに対し電波妨害を行うことで艦艇部隊の電子戦訓練を支援する機能を保持した。
UP-2J（E）9163号機（旧4757号機）及び9164号機（旧4763号機）
外国艦艇等の電波諸元等を収集するための電子戦データ収集装置を装備した。
1983年（昭和58年）3月30日、第31航空群隷下に第81航空隊が編成されると同時に、これら4機のUP-2Jは、岩国航空基地に移動した。その後、標的曳航機はU-36Aへ、ELINT機はEP-3に更新されて、1991年（平成3年）12月までに運用を終了した。

### 実験機
防衛庁技術研究本部がP2V-7の可変特性研究機（Variable Stability Aircraft, VSA）の機能をP-2J（旧P-2J 4716号機）に移設した機体が1機存在した。
第51航空隊に配属されたテストパイロットの教育に使用された。

## 配備部隊
P-2J
- 第1航空群：第1航空隊、第7航空隊
- 第2航空群：第2航空隊、第4航空隊
- 第4航空群：第3航空隊
- 臨時沖縄航空隊→沖縄航空隊→第5航空群：第5航空隊
- 航空集団直轄：第51航空隊第511飛行隊
- 鹿屋教育航空群：第203教育航空隊
- 下総教育航空群：第205教育航空隊

UP-2J
- 航空集団直轄：第51航空隊→第31航空群：第81航空隊

VSA 可変特性実験機
- 航空集団直轄：第51航空隊第511飛行隊

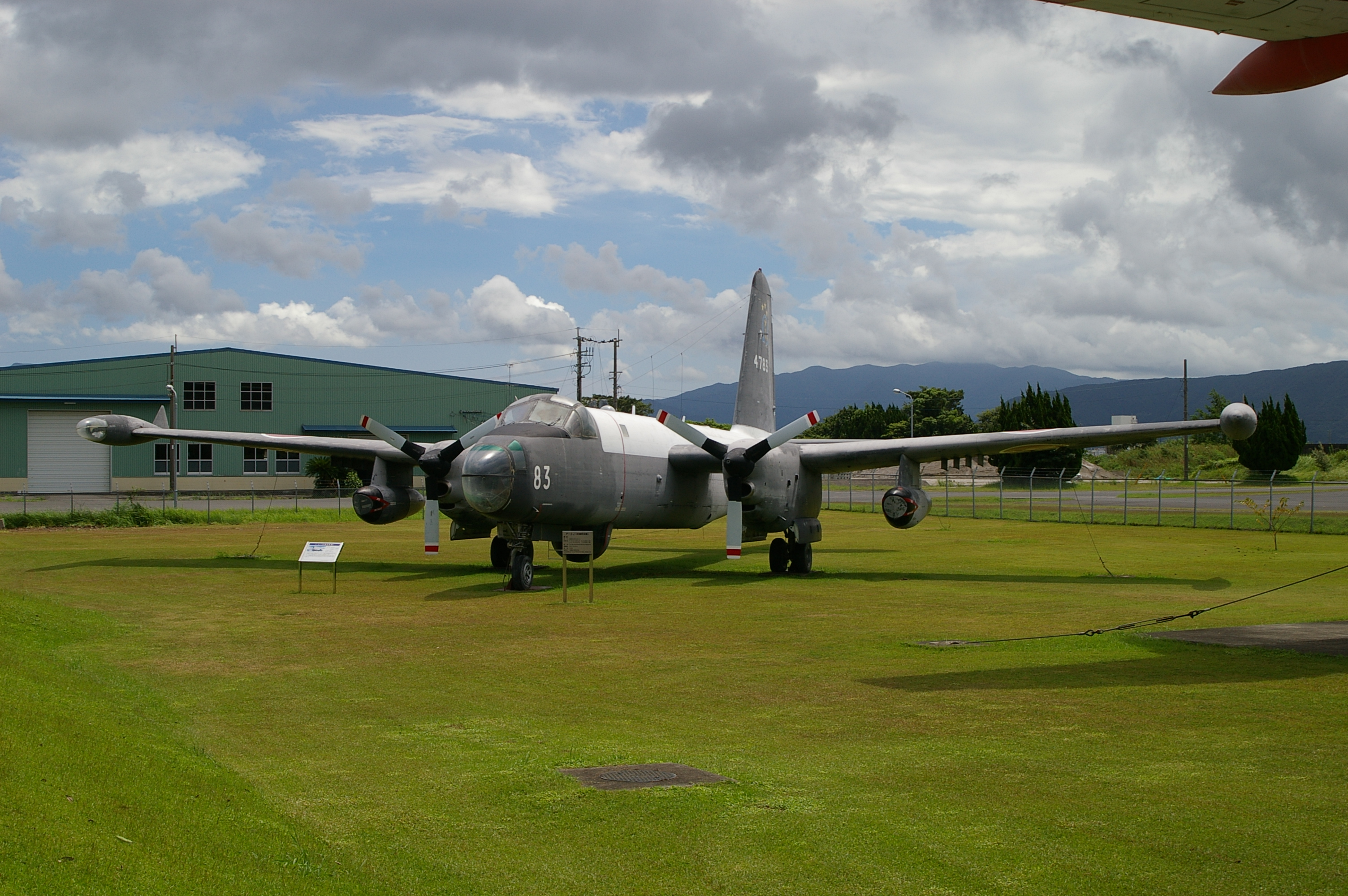
鹿屋航空基地史料館にて屋外展示されているP-2J 4783号機 （2007年9月2日撮影）
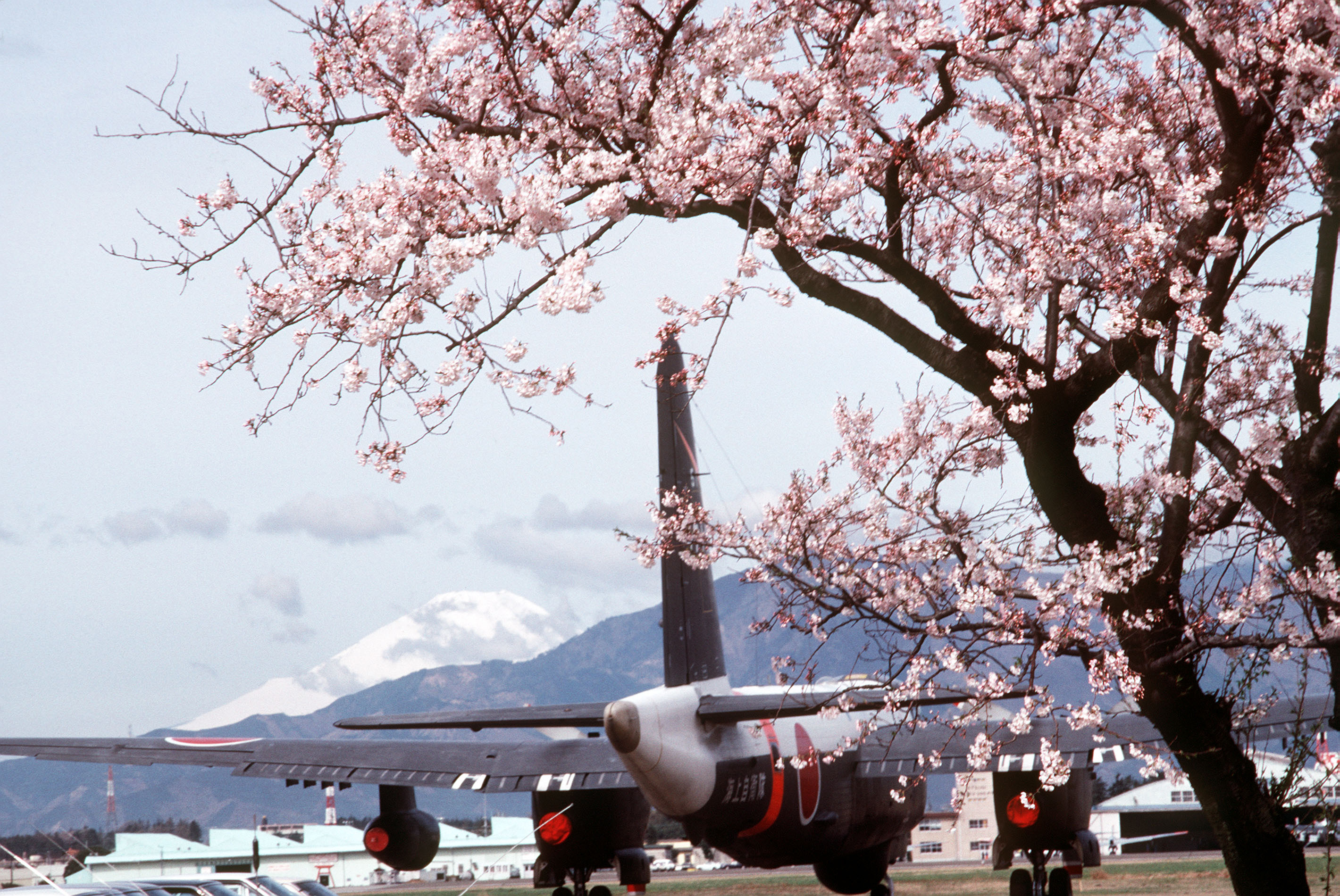
厚木基地にて後方より撮影されたP-2J 手前には櫻が、遠方には丹沢山地と富士山が写っている 1984年春の撮影
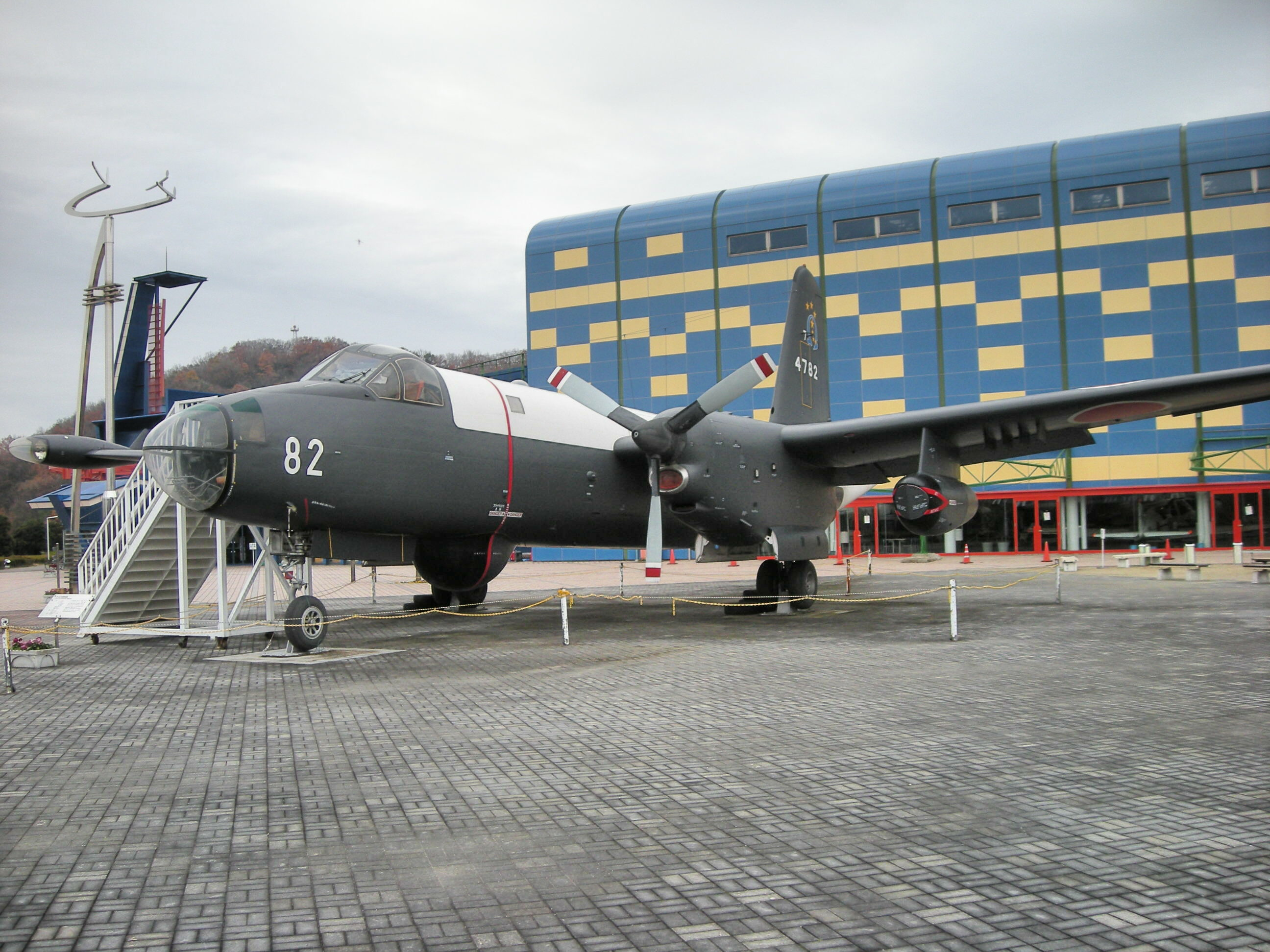
川崎 P-2J 4782号機 岐阜かかみがはら航空宇宙博物館の展示機

## 登場作品

### テレビドラマ
『西部警察 PART-III』
地方ロケ福島編に防衛隊の哨戒機として登場。
『大鉄人17』
第12話に国際平和部隊の対潜哨戒機として登場。2機が、ブレイン党の基地があるとされる山岳地帯への総攻撃に投入され、ロケット弾を2発ずつ発射する。
作中には、実物の射撃シーンが映されている。

### 小説
『日本沈没』
空中からの地質探査に活躍する。